# Mohammed Usman Arif
Mohammed Usman Arif (* 5. April 1923 in Bikaner, Staat Bikaner, heute Rajasthan; † vor dem 22. August 1995) war ein indischer Politiker des Indischen Nationalkongress (INC), der unter anderem zwischen 1970 und 1985 Mitglied der Rajya Sabha sowie von 1985 bis 1990 Gouverneur von Uttar Pradesh war.

## Leben
Arif absolvierte nach dem Schulbesuch zuerst ein grundständiges Studium und erwarb einen Master of Arts (M.A.). Ein weiteres postgraduales Studium der Rechtswissenschaften an der Aligarh Muslim University schloss er mit einem Bachelor of Laws (LL.B.) ab.
Am 3. April 1970 wurde Arif für den Indischen Nationalkongress Mitglied der Rajya Sabha, des Oberhauses des indischen Parlaments, und vertrat in diesem bis zum 31. März 1985 die Interessen des Bundesstaates Rajasthan. Während dieser Zeit fungierte er von 1976 bis 1978 als Vorsitzender des sogenannten House Committee der Rajya Sabha.
1980 wurde Arif, der auch Vizepräsident der Kongresspartei in Rajasthan war, von Premierministerin Indira Gandhi als Vize-Minister für öffentliche Arbeiten und Wohnungsbau in deren dritte Regierung berufen und gehörte der Regierung bis 1984 an, wobei er zuletzt Vize-Minister für Landwirtschaft und zivile Versorgung war.
Nach seinem Ausscheiden aus der Rajya Sabha wurde er am 31. März 1985 als Nachfolger von Chandeshwar Prasad Narayan Singh Gouverneur von Uttar Pradesh und bekleidete dieses Amt bis zu seiner Ablösung durch B. Satyanarayan Reddy am 11. Februar 1990.
Aus seiner Ehe mit Bhuri Begum gingen zwei Söhne und zwei Töchter hervor.